# 프로톤 로켓

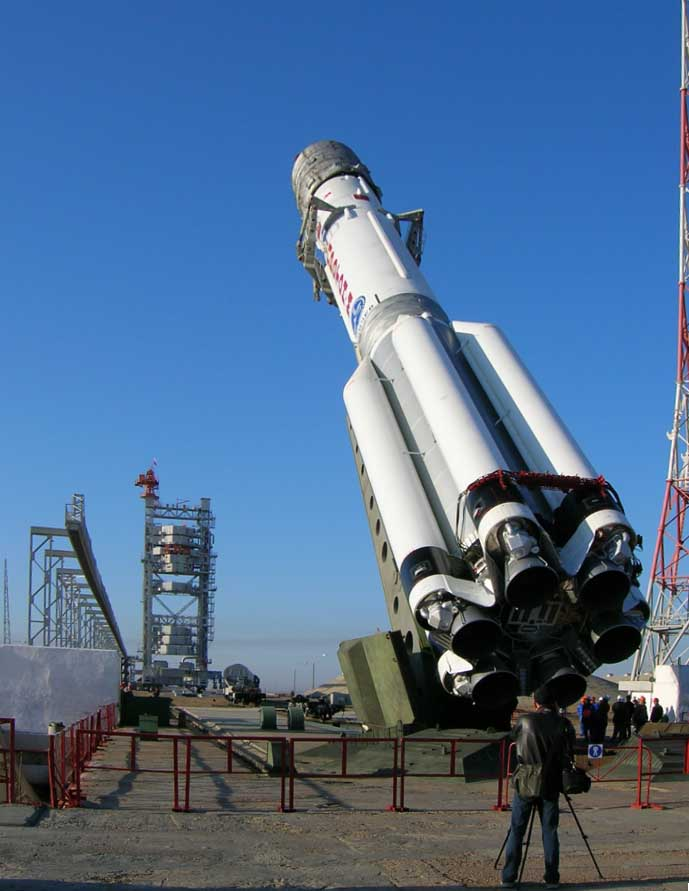
프로톤-M 로켓을 수직으로 세우고 있다

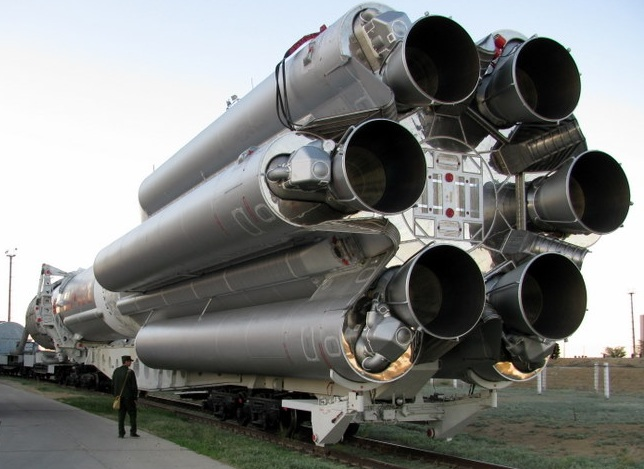
프로톤-M 로켓의 1단 엔진

프로톤 로켓(UR-500)은 러시아의 우주발사체이다.

## 역사
프로톤은 원래 100 메가톤 이상의 수소폭탄을 탑재하고 사거리 13,000 km인 "슈퍼 헤비 ICBM"으로 개발되었다. 그러나 핵미사일로 실전배치된 적은 없으며, 우주 발사체로 사용되었다. 22.8톤의 화물을 지구 저궤도(LEO)에 운반할 수 있다.
- 프로톤 (로켓), ICBM, 최초발사 1965년 7월 16일
- 프로톤-K, 우주발사체, 최초발사 1967년 3월 10일
- 프로톤-M, 우주발사체, 최초발사 2001년 4월 7일

개발속도를 높인 탓에, 1965년부터 1972년까지 수십 회의 실패를 했다. 1977년까지 90% 이상 신뢰성을 달성하지 못했다.
프로톤의 설계는 1986년까지 비밀이었다. 상단 로켓만 동영상, 사진으로 공개되었다. 미르 우주정거장을 발사하는 텔레비전 방송 때 프로톤 로켓의 전체 모습이 최초로 공개되었다.
프로톤으로 살류트 우주 정거장, 미르 우주 정거장, 국제 우주 정거장 모듈들을 발사했다.
프로톤은 International Launch Services를 통해, 외국의 상업용 위성도 발사한다. 최초의 ILS 프로톤은 1996년 4월 9일 발사되었다.

## 추력
1단 엔진은 추력 177톤 RD-275 엔진 6개를 묶어 1,061톤 추력을 낸다. 나로호 1단 RD-151 엔진의 170톤 추력을 비교하면, 얼마나 대형인지 짐작할 수 있다. 나로호 1단 RD-151 엔진은 원래 80.6톤부터 201.5톤까지 추력을 조절할 수 있다. 따라서, 프로톤 1단은 나로호 1단을 6개 묶은 것으로 볼 수 있다.

## 대한민국
2001년 8월 5일, 김정일 위원장이 흐루니체프 우주센터를 방문했다. 프로톤 로켓 모형을 선물받았다. 4일 크렘린에서 푸틴 대통령과 정상회담을 했었다.
2004년 9월 22일, 노무현 대통령이 흐루니체프 우주센터를 방문했다. 알렉산드르 메드베데프 소장이 프로톤 로켓 모형을 선물했다. 21일 크렘린에서 체결된 양국 협정에 따라 흐루니체프가 한국을 위해 1단계 추진로켓 제조할 것이다.

## 같이 보기
- 프로톤-K
- 프로톤-M